# Stora Råby socken
Stora Råby socken i Skåne ingick i Torna härad, uppgick 1952 i Lunds stad och området ingår sedan 1971 i Lunds kommun och  motsvarar från 2016 Stora Råby distrikt. 
Socknens areal var 7,23 kvadratkilometer varav 7,20 land. År 2000 fanns här 5 016 invånare.  Sydöstra delen av tätorten Lund samt kyrkbyn Stora Råby med sockenkyrkan Stora Råby kyrka ligger i socknen. 

## Administrativ historik
Socknen har medeltida ursprung. 
Vid kommunreformen 1862 övergick socknens ansvar för de kyrkliga frågorna till Stora Råby församling och för de borgerliga frågorna bildades Stora Råby landskommun. Landskommunen uppgick 1952 i Lunds stad som ombildades 1971 till Lunds kommun. Församlingen uppgick 2012 i Lunds östra stadsförsamling.
1961 överfördes ett obebott område omfattande 0,37 km² från domkyrkoförsamlingen.  1969 överfördes ett mindre område från Lunds Allhelgonaförsamling.
1 januari 2016 inrättades distriktet Stora Råby med samma omfattning som församlingen hade 1999/2000.
Socknen har tillhört län, fögderier, tingslag och domsagor enligt vad som beskrivs i artikeln Torna härad. De indelta soldaterna tillhörde Södra skånska infanteriregementet, Torna kompani och Skånska dragonregementet, Torna skvadron, Sallerups kompani.

## Geografi
Stora Råby socken ligger närmast sydost om Lund. Socknen är en odlad slättbygd på Lundaslätten, nu till stor del tättbebyggd.

## Fornlämningar
Ett tiotal boplatser från stenåldern är funna. Från bronsåldern finns en gravhög.

## Namnet
Namnet skrevs i mitten av 1100-talet Raby maiore ['stora'] och kommer från kyrkbyn. Efterleden är by, 'gård; by'. Förleden innehåller troligen rå, gränsmärke', syftande på läget vid gränsen mot Bara härad..